# Paratico
Paratico (lombardul: Paràdech) település Olaszországban, Lombardia régióban, Brescia megyében. Lakosainak száma 4959 fő (2023. január 1.). Paratico Capriolo, Iseo, Villongo, Adro, Credaro és Sarnico községekkel határos.

## Népesség
A település lakossága az elmúlt években az alábbi módon változott:
| Lakosok száma | 4721 | 4780 | 4959 |
|               | 2017 | 2018 | 2023 |